# Marian Crușoveanu
Marian Crușoveanu (n. 19 decembrie 1981, Năvodari, România) este un deputat român, ales în 2020 din partea PNL. 